# Церква Сент-Есташ (Париж)
Церква Сент-Есташ  (фр. Église Saint-Eustache) — церква Святого Євстафія в 1-му окрузі французької столиці, поруч з колишнім Центральним ринком, нині кварталом Ле-Аль. Одна з останніх готичних церков Парижа; поєднує архітектуру готики з ренесансними формами та класичним фасадом. У храмі регулярно проходять органні концерти.

## Опис
- Довжина: 105 м.
- Ширина (макс.):43,5 м.
- Висота склепіння: 33,46 м.

## Історія
Будівництво почалося в 1532 році за планом архітектора Лемерсьє, який взяв за приклад Собор Паризької Богоматері. Було зведено неф, північні капели і південний фасад. В XVII столітті добудовано південні капели та склепіння нави, — але вже під впливом стилю ренесанс. У XVIII столітті фасад було перебудовано за новою модою в стилі класицизму, заради чого було зруйновано перший проліт церкви з двома капелами.

## Орган
Знаменитий орган церкви Сент-Есташ вважається найбільшим органом Франції, що перевершує розміри органів церкви Сен-Сюльпіс та Нотр-Дам-де-Парі. Орган налічує 8 000 труб. Сучасний варіант органу був змонтований в 1989 році, під час монтажу було використано частину труб старого інструменту.